# Franck Perera
Franck Perera (Montpellier, 21 de março de 1984) é um automobilista francês. Em 2006 Perera estreou na GP2 Series pela equipe DAMS, depois de quatro anos na equipe Prema em campeonatos junior. Em 2007 ele disputou pela Condor Motorsports a Champ Car Atlantic Championship .
Em um Audi R8 o piloto terminou em segundo no campeonato da Blancpain GT Series 2016.